# Beraba piriana
Beraba piriana är en skalbaggsart som beskrevs av Martins 1997. Beraba piriana ingår i släktet Beraba och familjen långhorningar.
Artens utbredningsområde är Panama. Inga underarter finns listade.